# Pedro Bonifacio Palacios

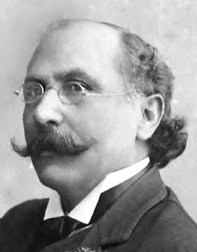
Almafuerte.

Pedro Bonifacio Palacios (13 de maio de 1854 – 28 de fevereiro de 1917), mais conhecido pelo pseudônimo Almafuerte foi um influente poeta argentino. 

## Biografia
Almafuerte nasceu em um subúrbio de Buenos Aires em 13 de maio de 1854. Perdeu a mãe para uma doença e foi abandonado pelo pai, tendo sido criado por parentes. A primeira inclinação de Almafuerte foi para a pintura, mas, tendo negado pelo governo um pedido de viagem para a Europa, mudou seu direcionamento para a escrita e para o trabalho como professor (atividade essa que foi com frequência sabotada pelo governo, devido às suas poesias críticas). Ainda no final da vida, o governo lhe concedeu uma pensão para que pudesse se dedicar mais à sua poesia, mas sua saúde já estava deteriorada e a morte se aproximava. Morreu em 28 de fevereiro de 1917, em La Plata, aos 63 anos de idade.
Nas palavras de Jorge Luis Borges, "Almafuerte, para compadecer completamente, gostaria de ter sido tão obscuro quanto o cego, tão inútil quanto o aleijado e (por que não?) tão infame quanto o infame.(...) sentiu que a frustração é a meta final de todo destino; quanto mais abatido o homem, mais elevado; quanto mais humilhado, mais admirável; quanto pior, mais parecido com esse universo, que certamente não é moral". 

## Obras
Palacios publicou trabalhos sobre diversos pseudônimos, sendo o mais famoso Almafuerte.
- Evangélicas (1915)
- Lamentaciones (1906)
- Poesías (1917)
- Nuevas Poesías (1918)
- Milongas clásicas, sonetos medicinales y Dios te salve. Discursos (1919)
- La inmortal
- El misionero
- Trémolo
- Cantar de los cantares
- La sombra de la patria